# Jordens dag
Jordens dag er en tradition der startede den 22. april 1970 i USA, for at gøre opmærksom på verdens miljøproblemer. Jordens dag er blevet fejret samme dag hvert år siden dengang.
I Danmark var der forskellige initiativer i 1980'erne og en del initiativer blev genoptaget sidst i 1990'erne.
FN's generalforsamling vedtog i 2009 Resolution A/RES/63/278, der etablerede den 22. april som Den Internationale Moder Jord Dag.